# Cibecue
Cibecue es un lugar designado por el censo ubicado en el condado de Navajo en el estado estadounidense de Arizona. En el Censo de 2010 tenía una población de 1713 habitantes y una densidad poblacional de 110,73 personas por km².

## Geografía
Cibecue se encuentra ubicado en las coordenadas 34°1′49″N 110°29′31″O / 34.03028, -110.49194. Según la Oficina del Censo de los Estados Unidos, Cibecue tiene una superficie total de 15.47 km², de la cual 15.46 km² corresponden a tierra firme y (0.03%) 0.01 km² es agua.

## Demografía
Según el censo de 2010, había 1.713 personas residiendo en Cibecue. La densidad de población era de 110,73 hab./km². De los 1.713 habitantes, Cibecue estaba compuesto por el 0.76% blancos, el 0.12% eran afroamericanos, el 96.38% eran amerindios, el 1.69% eran asiáticos, el 0% eran isleños del Pacífico, el 0.41% eran de otras razas y el 0.64% pertenecían a dos o más razas. Del total de la población el 1.87% eran hispanos o latinos de cualquier raza.